# أندري غالابينوف
أندري غالابينوف (بالبلغارية: Андрей Гълъбинов) (13 نوفمبر 1988 بصوفيا في بلغاريا - ) هو لاعب كرة قدم بلغاري في مركز الهجوم. شارك مع منتخب بلغاريا لكرة القدم. أما مع النوادي، فقد لعب مع نادي أفيلينو ونادي بولونيا ونادي ليفورنو ونادي نوفارا وسورينتو كالتشيو ‏ وBassano Virtus 55 ST ‏ ونادي لوميتساني ونادي غوبيو وAC Giacomense ‏ وGiulianova Calcio ‏ وPD Castellarano ‏.

## روابط خارجية
- أندري غالابينوف على موقع الاتحاد الدولي (مؤرشف)  (الإنجليزية)
- أندري غالابينوف على موقع الاتحاد الأوربي (الإنجليزية)
- أندري غالابينوف على موقع قاعدة بيانات كرة القدم.إي يو (الإنجليزية)
- أندري غالابينوف على موقع ناشيونال فوتبول تيمز (الإنجليزية)
- أندري غالابينوف على موقع Soccerway.com (الإنجليزية)
- أندري غالابينوف على موقع عالم كرة القدم.نت (الإنجليزية)
- أندري غالابينوف على موقع AS.com (الإسبانية)